# Alberto y Lost Trios Paranoias
Gli Alberto y Lost Trios Paranoias (noti anche come gli Albertos) sono stati un gruppo musicale britannico formatosi a Manchester negli anni settanta. Il loro stile combina elementi di punk rock, new wave e post-punk e umorismo. Hanno finanziato Pink Floyd, The Police e The Clash. Sono stati supportati da The Police, The Cure, The Stranglers, The Clash, Devo, Ian Dury and the Blockheads, Joy Division e Blondie.